# Котловка (район Москви)
Котловка — район у Москві (Росія), розташований у Південно-Західному адміністративному окрузі, а також однойменне внутрішньоміське муніципальне утворення.

## Історія
У XIV столітті на річці Котловка стояло великокнязівський село Котли.
З середини XVIII століття існує палацово-парковий ансамбль «Черемушки-Знаменське» — чудовий пам'ятник архітектури класицизму.
У 1960 році район увійшов до складу Москви, почалася масова житлова і промислова забудова Котловки.